# Farnesische Gärten

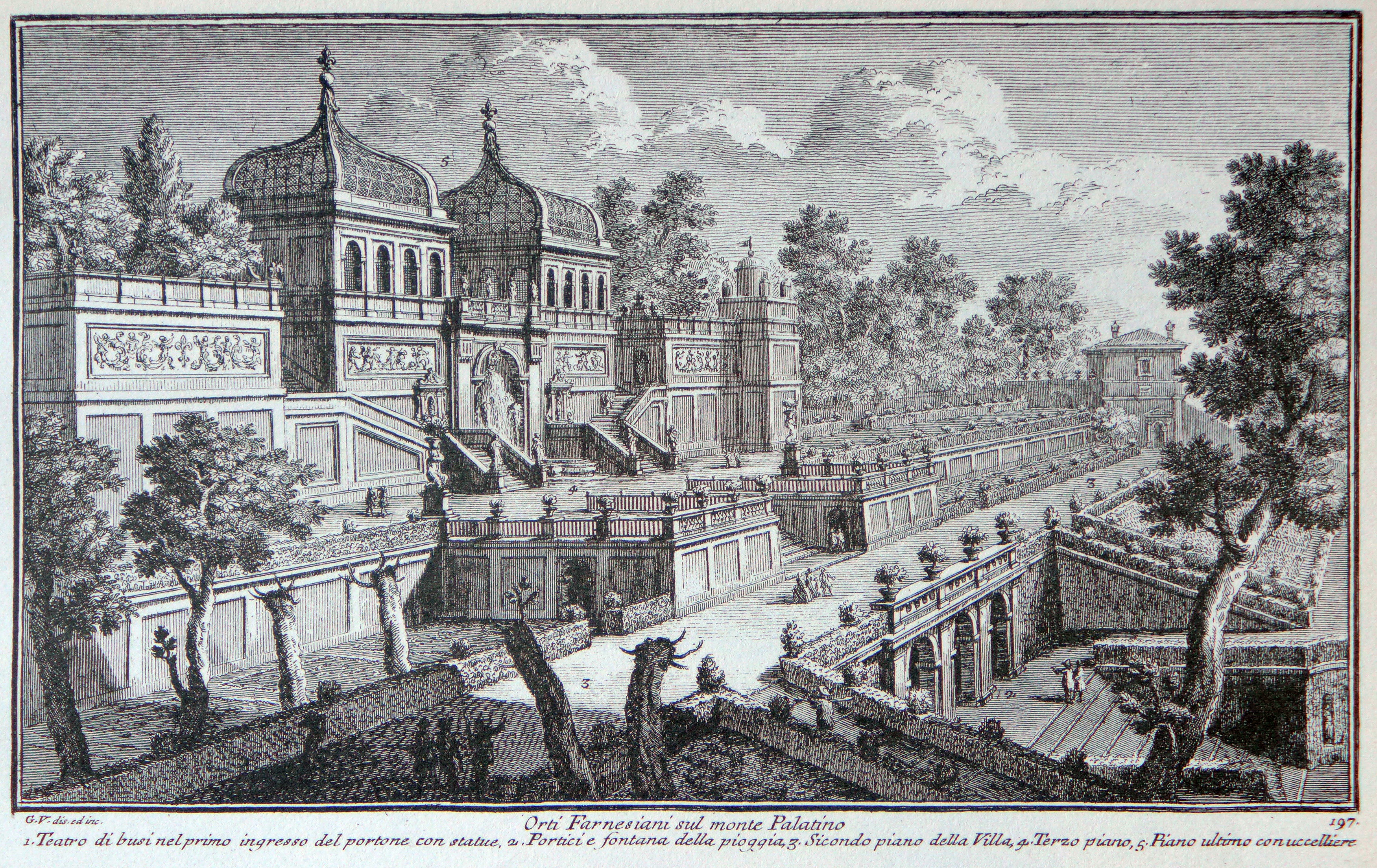
Farnesische Gärten – Stich von Giuseppe Vasi 1761 mit dem Teatro del Fontanone

Die Farnesischen Gärten, auch Farnesinische Gärten genannt, (lateinisch Horti Farnesiani; italienisch: Orti Farnesiani) befinden sich auf dem nordwestlichen Teil des Palatin, einem der Sieben Hügel Roms – in der Antike Germalus genannt. Die Familie Farnese, ausgehend von Papst Paul III., ließ ab 1542 bis in das 17. Jahrhundert eine ausgedehnte, sich über mehrere Terrassen erstreckende Gartenanlage anlegen und reich ausstatten. Die antiken Grundmauern der Domus Tiberiana wurden dazu überbaut. Heute ist von der ursprünglichen Anlage nur mehr ein kleiner Teil erhalten.

## Geschichte

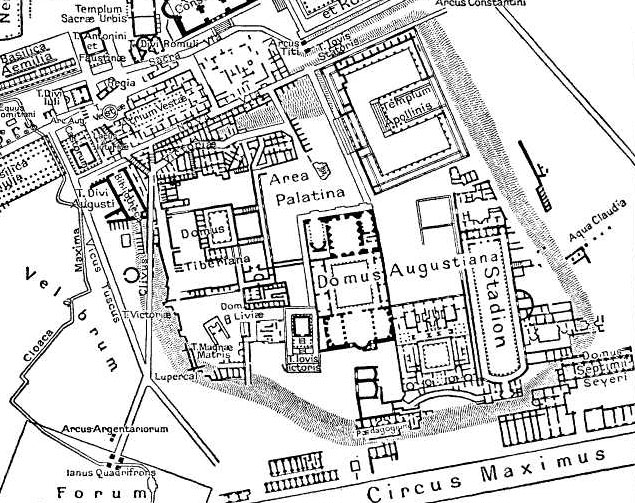
Palatin zur Zeit des Römischen Reichs

### Historische Topografie
In der römischen Kaiserzeit befand sich an der nordwestlichen Erhebung des Palatin die Domus Tiberiana, eine vom zweiten römischen Kaiser Tiberius (42 v. Chr. – 36 n. Chr.) erbaute und durch Kaiser Caligula erweiterte Palastanlage. Die 20 m hoch aufragenden Arkaden über dem Forum Romanum vermitteln noch heute einen Eindruck der Monumentalität des antiken Palastes. Neben dem Palast wurde bei Ausgrabungen ein 130 m langer Gang, der Kryptoportikus des Nero mit Resten des Wandverputzes sowie Fußbodenmosaike freigelegt. Zum Ende der Kaiserzeit war der Palatin-Hügel durch weitere Palastbauten nachfolgender Kaiser zu einem einzigen, riesigen Gebäudekomplex erweitert worden. Dessen Wasserversorgung erfolgte über den von Kaiser Nero bis zur Domus Aurea und den von Kaiser Domitian über das Tal zwischen Caelius und dem Palatin verlängerten Ast der Aqua Claudia. Die mächtigen Reste des Aquäduktes sind noch heute über der Via di San Gregorio zu sehen. Die Kaiserpaläste verödeten jedoch am Ende des römischen Reiches. Die zerstörten Überreste der ehemals erbauten Wohn- und Repräsentationsräume liegen unter den Farnesischen Gärten begraben.

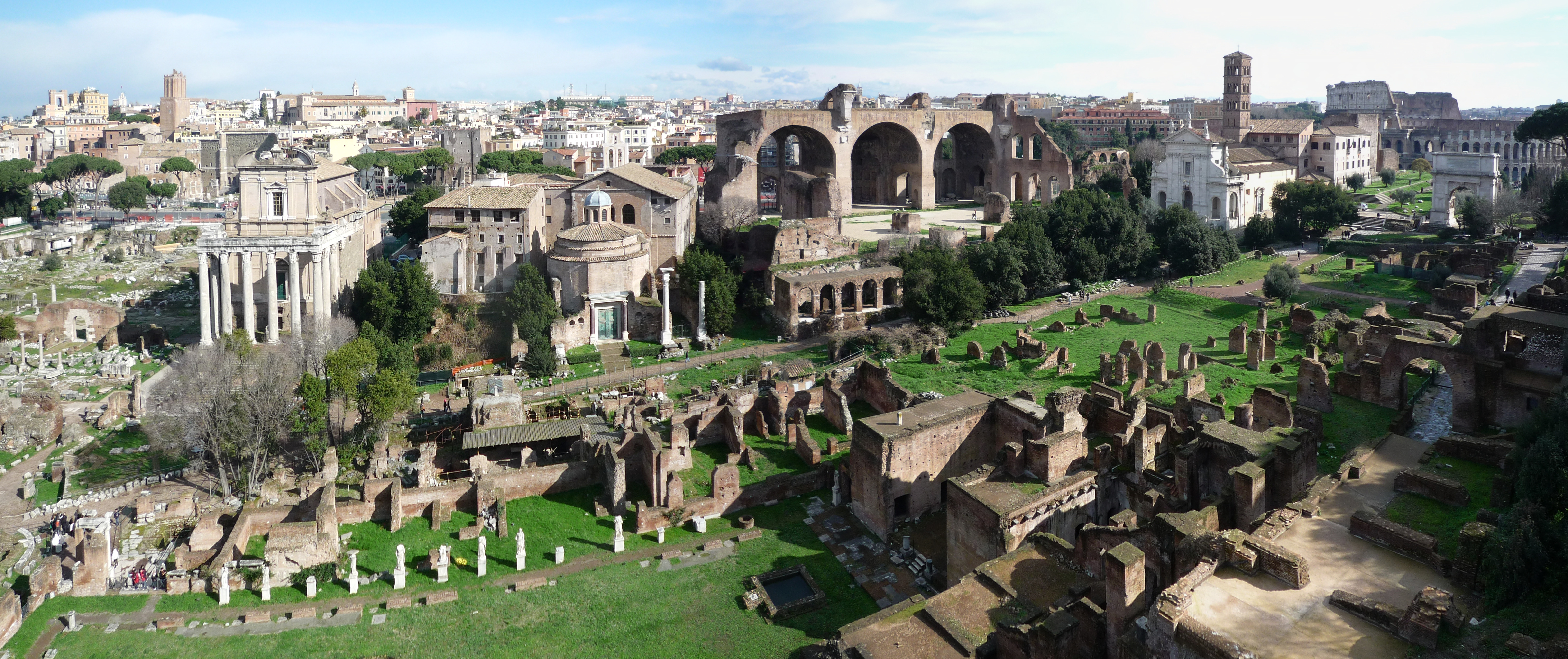
Blick zum Forum Romanum und Maxentiusbasilika
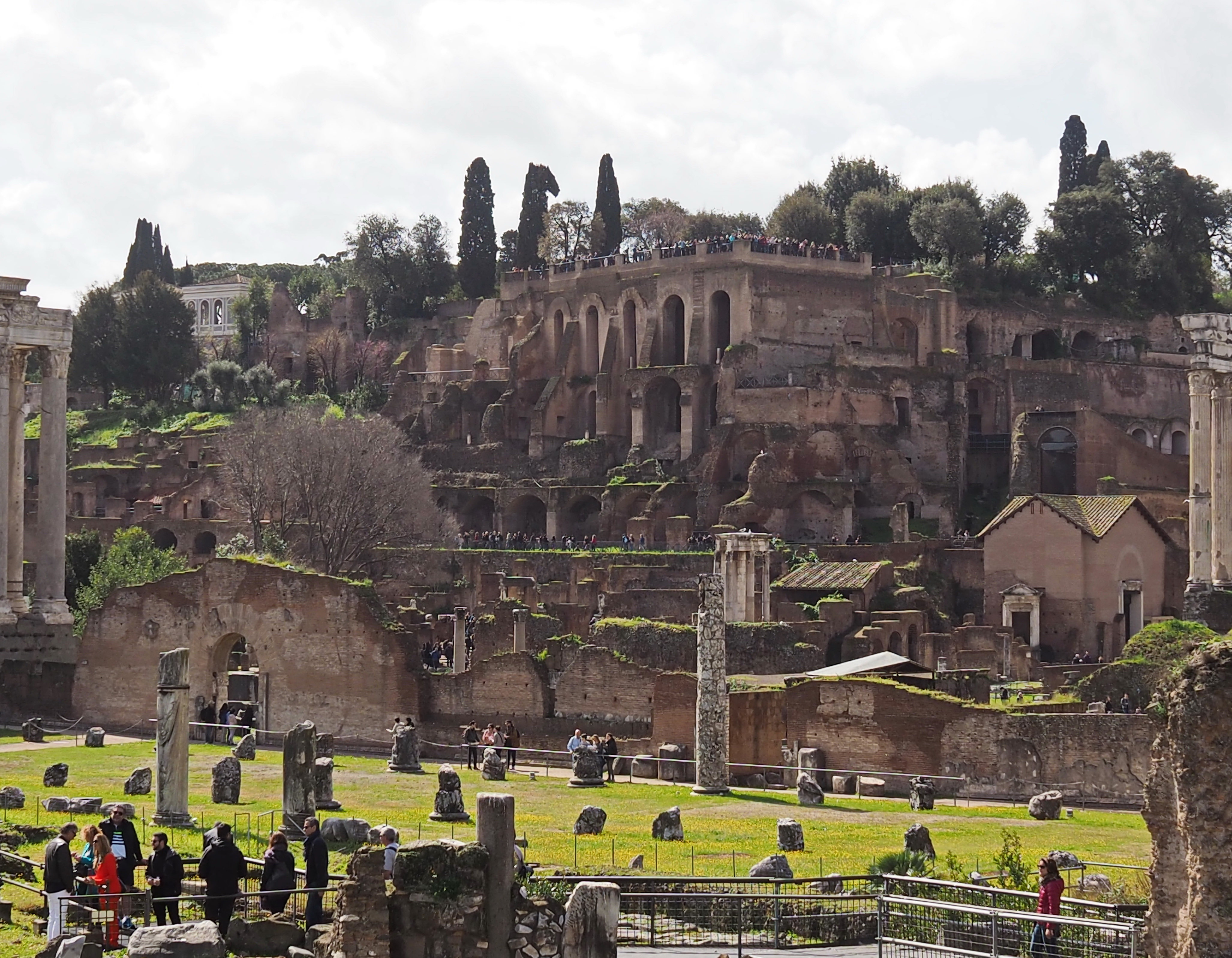
Palatin – Palast des Tiberius
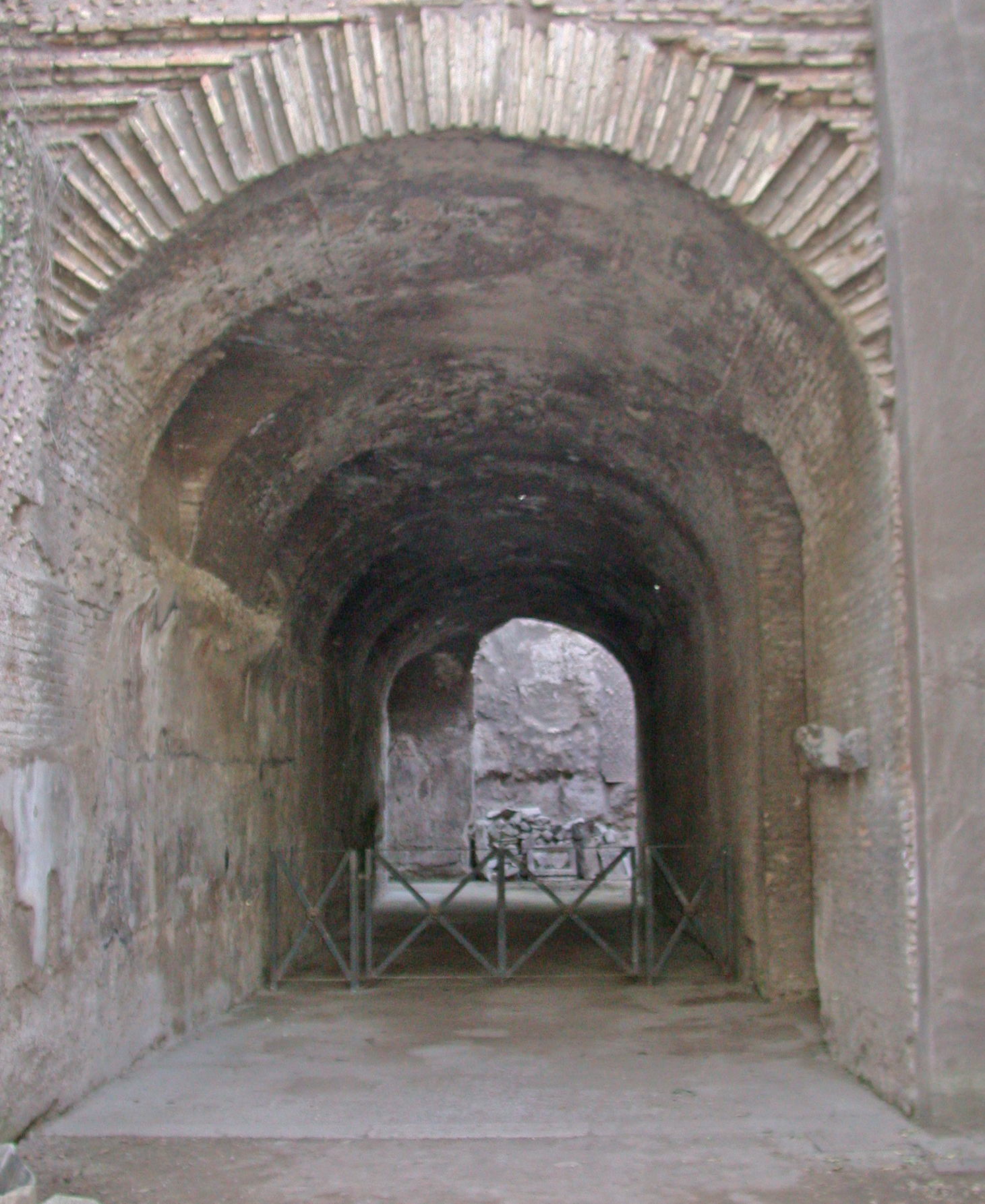
Kryptoportikus des Nero im Palast des Tiberius

Zu Beginn des 16. Jahrhunderts befanden sich auf dem Palatin, der im Mittelalter Palazzo Maggiore genannt wurde, Wein- und Gemüsegärten zwischen antiken Ruinen und Fragmenten, die gemäß zeitgenössischen Notariatsakten römischen Bürgern gehörten. In einem seiner Lettere Pittoriche beschreibt Annibale Caro 1538 einen Garten mit Ruinenteilen aus unordentlichen, belaubten Tuffstein-Blöcken, Sarkophagen als Brunnen und Grotten in Art einer Ruinensentimentalität. Durch die Anlage der Via triumphalis anlässlich des Besuchs von Kaiser Karl V. im Jahr 1536, die am Palatin vorbeiführte, erfuhr dieser Ort der einstigen römischen Kaiserpaläste wieder mehr Aufmerksamkeit und städtebauliche Bedeutung.

### Die Horti Palatini Farnesianorum des Alessandro Farnese (16. Jhd.)

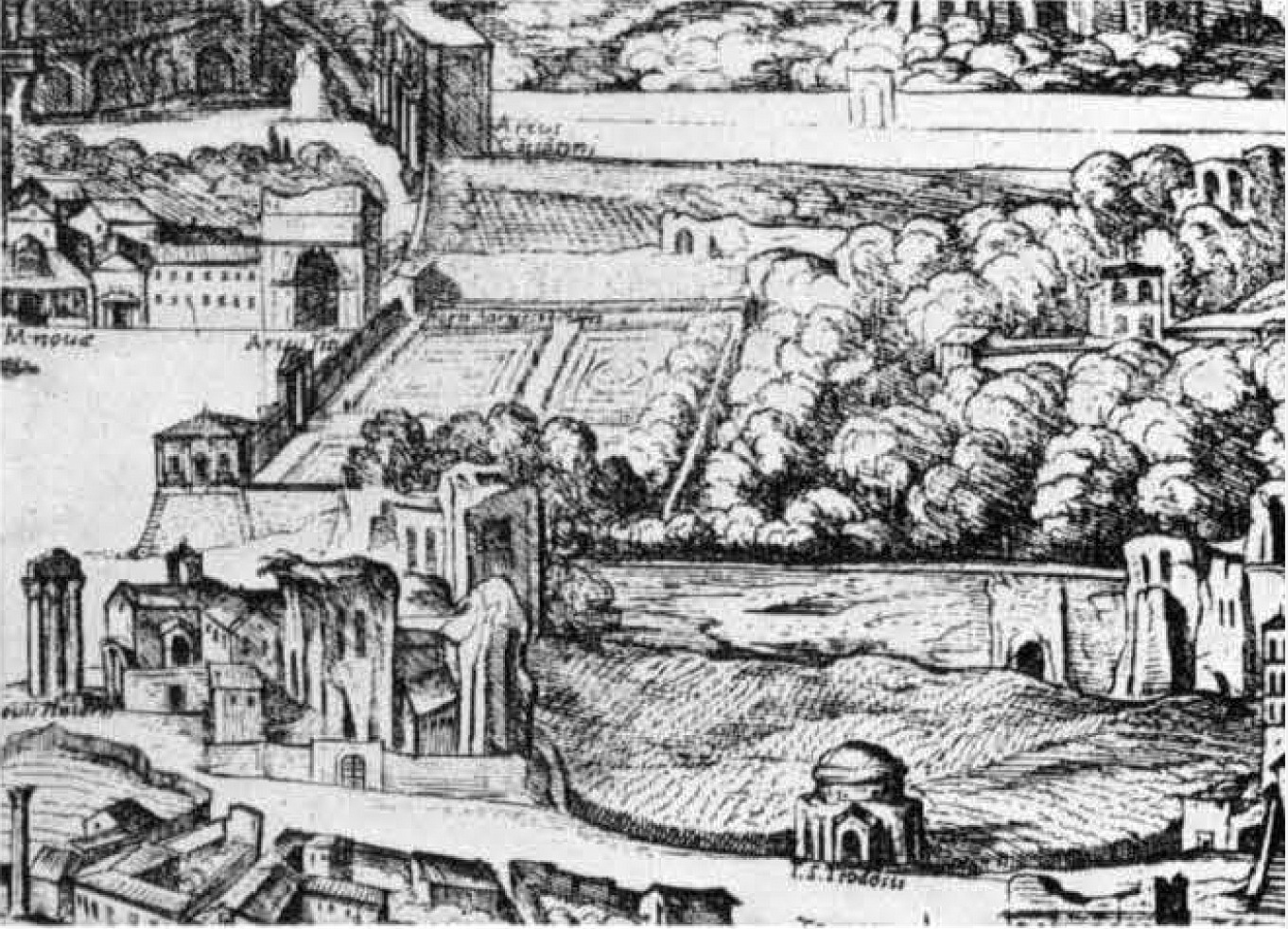
Ausschnitt aus dem Romplan von Antonio Tempesta 1593

Zwischen 1542 und 1579 erwarb Kardinal Alessandro Farnese, der 1520 geborene Enkel Papst Paul III., mehrere Weingärten über den Ruinen des Tiberius-Palastes und ließ das Gelände mit Erde auffüllen um eine große, über mehrere Terrassen angelegte Villenanlage zu erbauen. An die Prachtentfaltung antiker Kaiser anzuknüpfen war Bestandteil der dynastischen Familienpolitik der Farnese. Bereits 1548, ein Jahr vor dem Tod Papst Paul III., ging die Besitzung in Form eines Fideikommiss an den jüngeren Bruder Alessandros, Ottavio Farnese, Herzog von Parma und Piacenza über, der für den weiteren Ausbau zu sorgen hatte. Zeitgenössische Ansichten des 16. Jahrhunderts zur Ausdehnung des Villengeländes und den dort errichteten Bauten dieser Zeit sind nicht erhalten.
Die Familie Farnese nutzte die Gartenanlage für Gastmahle vor der erhabenen antiken Kulisse des Forum Romanum, wie aus überlieferten Dokumenten zu entnehmen ist. Es ist davon auszugehen, dass der Garten dem Ideal der Gartenkunst des Cinquecento entsprach und mit Beeten von Nutz- als auch Zierpflanzen angelegt und mit Grotten und bewachsenen Pergolen inmitten der offen zutage liegenden Ruinen ausgestattet war.
Ein weiterer Grundstückskauf erfolgte 1565 durch Kardinal Ranuccio Farnese, ebenfalls ein Bruder des Kardinals Alessandro Farnese, der den Garten erweiterte und verschönerte. Seit seiner 1545 erfolgten Ernennung zum Kardinal lebte Ranuccio im Familienpalast der Farnese in Rom, während Alessandro im Palazzo della Cancelleria residierte. Nach dem Tod Ranuccios 1565 nahm sich Kardinal Alexander dem weiteren Ausbau der Anlage Horti Farnesiani wiederum an und ließ die repräsentative Terrassenanlage zum Campo Vaccino erbauen. Genaue Angaben zum Baubeginn liegen nicht vor, das Jahr 1565 wird als Ausgangsjahr angenommen. Anhand der Rompläne von Dupérac-Lafréry (1577), Bartolomeo Marliani (1588) und Tempesta (1593) ist die fortschreitende Ausgestaltung der Anlage dokumentiert. Die wesentlichen Bauten zur Zeit Alessandro Farnese stellen die Umfassungsmauer mit Fenstern, das doppelgeschossige Mittelportal, ausgerichtet auf die große mittlere Wölbung der gegenüberliegenden Maxentiusbasilika, die Seitenportale mit den Eckpavillons, die Eingangsexedra (Teatro) und die Kryptoportici dar.
Auf dem 1579 erworbenen Teilgrundstück am oberen Teil des Hügels, wurde das zweigeschossige kleine Casino erbaut, das heute noch besteht. Da es Impresen des Kardinals enthält, muss es vor seinem Tod im Jahr 1589 entstanden sein.
Im Zusammenhang mit der Planung und Ausführung der Hanganlage, insbesondere des Portals und der Fenster im oberen Teil der Mauer wird in der Literatur als Architekt Giacomo Barozzi da Vignola genannt, der erstmals von Giovanni Baglione 1642 in seinem Traktat über die Horti Farnesiani erwähnt wird. Hildegard Giess weist in ihrer Veröffentlichung zur Farnese Villa am Palatin nach, dass dies eher unwahrscheinlich ist. Zum einen erwähnt der Biograf Vignolas, Ignazio Danti, dieses zweifelsohne bedeutende Werk nicht, des Weiteren kann der Bau erst in den 70er Jahren erfolgt sein, wohingegen Vignola bereits 1573 verstorben ist. Auch ist die Formensprache, verglichen mit anderen Werken des Künstlers, nuancierter und formvollendeter, als an den ihm zugeschriebenen Bauteilen. Wer der maßgebliche Architekt der Anlage in dieser Zeit war, bleibt daher offen und bedarf weiterer Forschung. Giacomo del Duca wird auch als Architekt genannt – möglicherweise gehen die Fenster und Portale auf ihn zurück – allerdings ist dahingehend bisher noch keine Auswertung des Materials in einem der Farnese-Archive erfolgt.

### Die Villa des Kardinals Odoardo Farnese

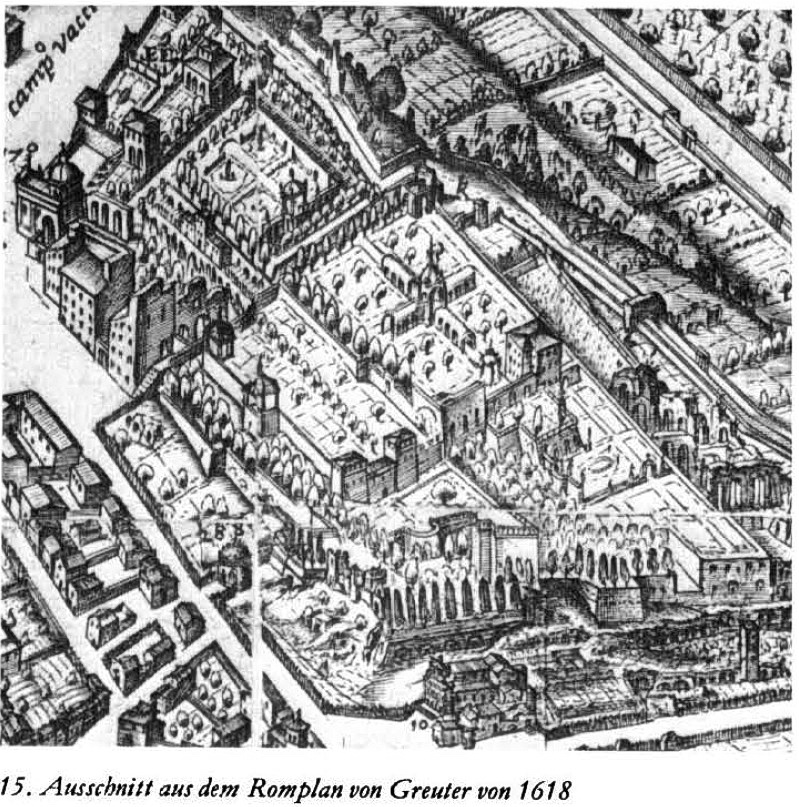
Palatin (Rom); Ausschnitt aus dem Romplan von Johann Friedrich Greuter 1618

Kardinal Odoardo Farnese (1573–1626), der Urenkel Papst Paul III. und Kaiser Karl V. sowie Großneffe des Kardinals Alessandro, erbte 1587 das Nießbrauchrecht an den Farnesischen Gärten. Er war 1591 zum Kardinal erhoben worden und residierte in Rom im Familienpalast. Der Romplan von Matthäus Greuter aus dem Jahr 1618 zeigt eine weitläufige, mit Zierbeeten und zahlreichen Gebäuden gestaltete prunkvolle Gartenanlage. Der Baumbestand im Südwestteil des Gartens, wie aus dem Plan von Tempesta 1593 zu entnehmen ist, ist völlig verschwunden. Die Mittelachse der Hanganlage, ausgerichtet auf die Maxentiusbasilika wird durch lediglich ein Vogelhaus (uccelliera) betont. Die Verleihung der Wasserrechte an die Familie Farnese ab dem Jahr 1588 für die Orti Palatini lassen Brunnen, Grotten, Wasserspiele und das Nymphäum entstehen. Zahlreiche antike Statuen zierten die Villenanlage, die Terrassen und Grotten. In einem 1626 erstellten Inventar sind diese einzeln aufgeführt.
Mit der Erweiterung der Gartenanlage im Stil des Frühbarock im Laufe des 17. Jahrhunderts war der für mehrere Projekte der Familie Farnese tätige Architekt Girolamo Rainaldi betraut. Insbesondere sind ihm die Anlage eines ausgedehnten Botanischen Gartens in der dritten Ebene und die Umgestaltung der Hinterwand des Kryptoportikus in ein Nymphäum zu verdanken. Auch die Anlage der Terrasse mit den Brunnen (teatro del fontanone) und die nach 1618 entstandenen beiden Vogelhäuser, die bis heute bestehen, sind seine Werke. In den Gärten wurden vor allem Pflanzen aus der Levante und Ostasien, aber auch aus Lateinamerika angepflanzt, darunter auch die Farnesische Akazie. Seltene tropische Bäume machten die Orti Farnesiani als ersten modernen Botanischen Garten berühmt. Kardinal Odoardo ließ durch Tobias Aldinus, der sich als Vorsteher der Horti Farnesiani titulierte, systematisch exotische Pflanzen züchten. In einem 1625 herausgegebenen und Odoardo Farnese gewidmeten kleinen Buch sind 16 dieser seltenen Pflanzenzüchtungen detailliert beschrieben und abgebildet.

### Die Villa ab dem 17. Jahrhundert und ihr Niedergang

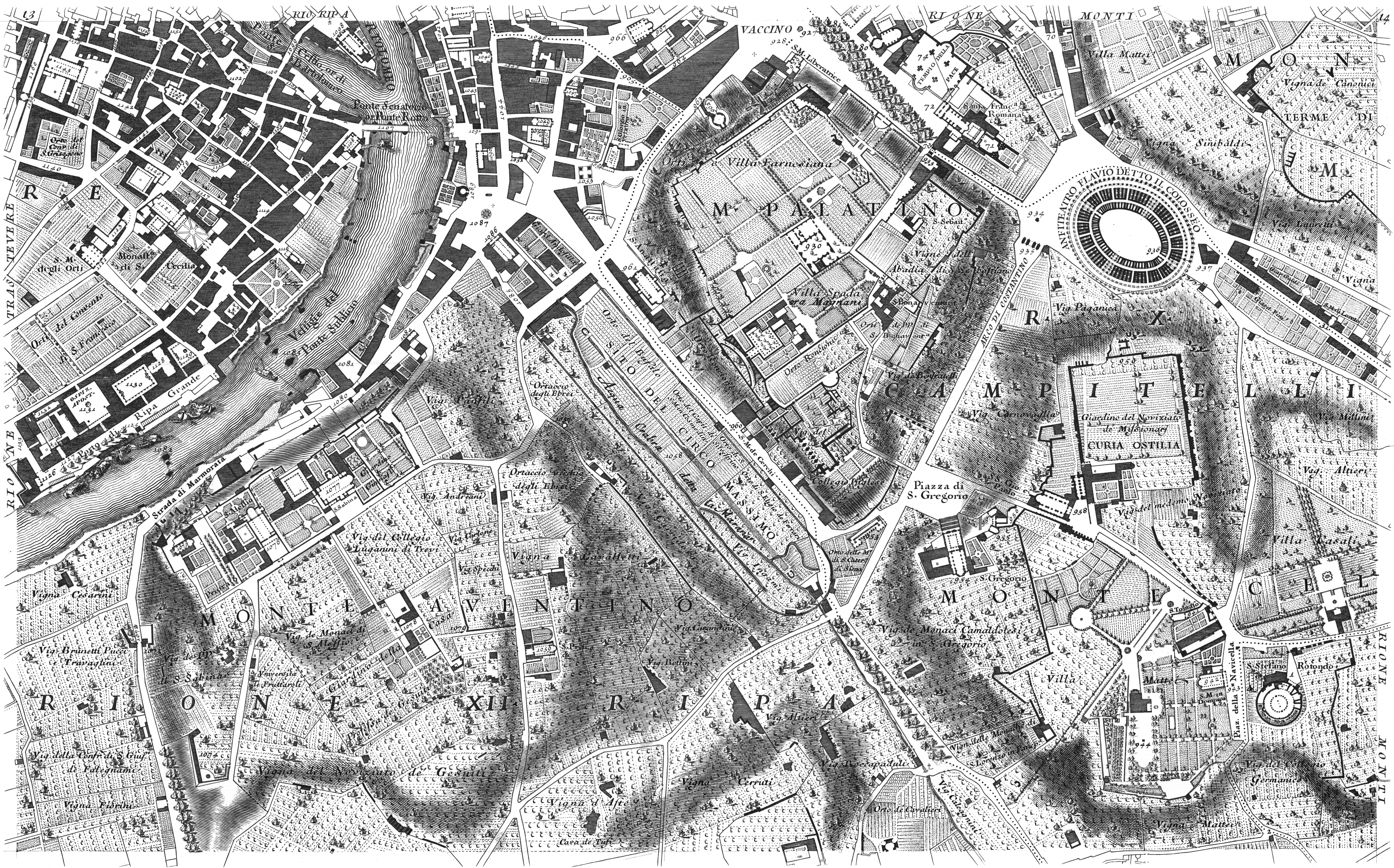
Ausschnitt aus dem Romplan von Giovanni Battista Nolli 1748

Die Erben des Kardinals Odoardos, die Herzöge von Parma, hatten keine Bindungen zu Rom und daher keinen Anlass in Rom zu residieren. Dennoch führte der Herzog von Parma Odoardo I. Farnese die Arbeiten an der Villa fort, wie er dies am Palazzo Farnese und der Villa Farnese in Caprarola tat, um sie seinen aristokratischen Gästen zur Verfügung zu stellen. Den Garten am Palatin ließ er ab 1632/33 nach dem Zeitgeschmack zu einem Lustgarten ausbauen. Wände und Decken in den Gebäuden und die Treppenanlagen wurden mit Sgraffiti reich verziert und die große, mit Stalaktiten ausgestaltete Brunnenanlage eine Ebene unter den beiden ucelliere erweitert. Versteckte Wasserspiele sollten, zum Vergnügen der Anderen, die Besucher erschrecken. Der konsequente Ausbau der Hanganlage, die strenge Orientierung an Symmetrieachsen sowie die Ausgestaltung nach neuen und modernen Ideen des Barock gehen auf die fortführenden Arbeiten des Architekten Girolamo Rainaldi zurück.
Mitte des 17. Jahrhunderts endete die bedeutenden Zeiten der Horti Farnesiani. Einzelne Umbauten ließ der Herzog von Parma und Piacenza Ranuccio II. Farnese noch vornehmen, um der Accademia dell’Arcadia 1693 einen Sitz zu gewähren. Nach kurzer Zeit zog er sein Angebot jedoch, aufgrund kritisch, polemischer Äußerungen des Dichterzirkels wieder zurück. Mit Francesco Farnese und Antonio Farnese erlischt 1727 bzw. 1731 die Familie Farnese im Mannesstamm. Alle Besitzungen gehen nach der 1714 erfolgten Verheiratung der Stieftochter Francesos Elisabetta Farnese mit dem König von Spanien Philipp V. aus dem Hause Bourbon an die Bourbonen über. Die Gärten werden 1769 an eine Familie Filippini verpachtet und all die wertvollen Gegenstände entfernt und nach Neapel überführt, wie in den anderen farnesischen Besitzungen auch.

## Gestaltung der Gartenanlage nach dem Stich von Giovanni Falda (17. Jhd.)

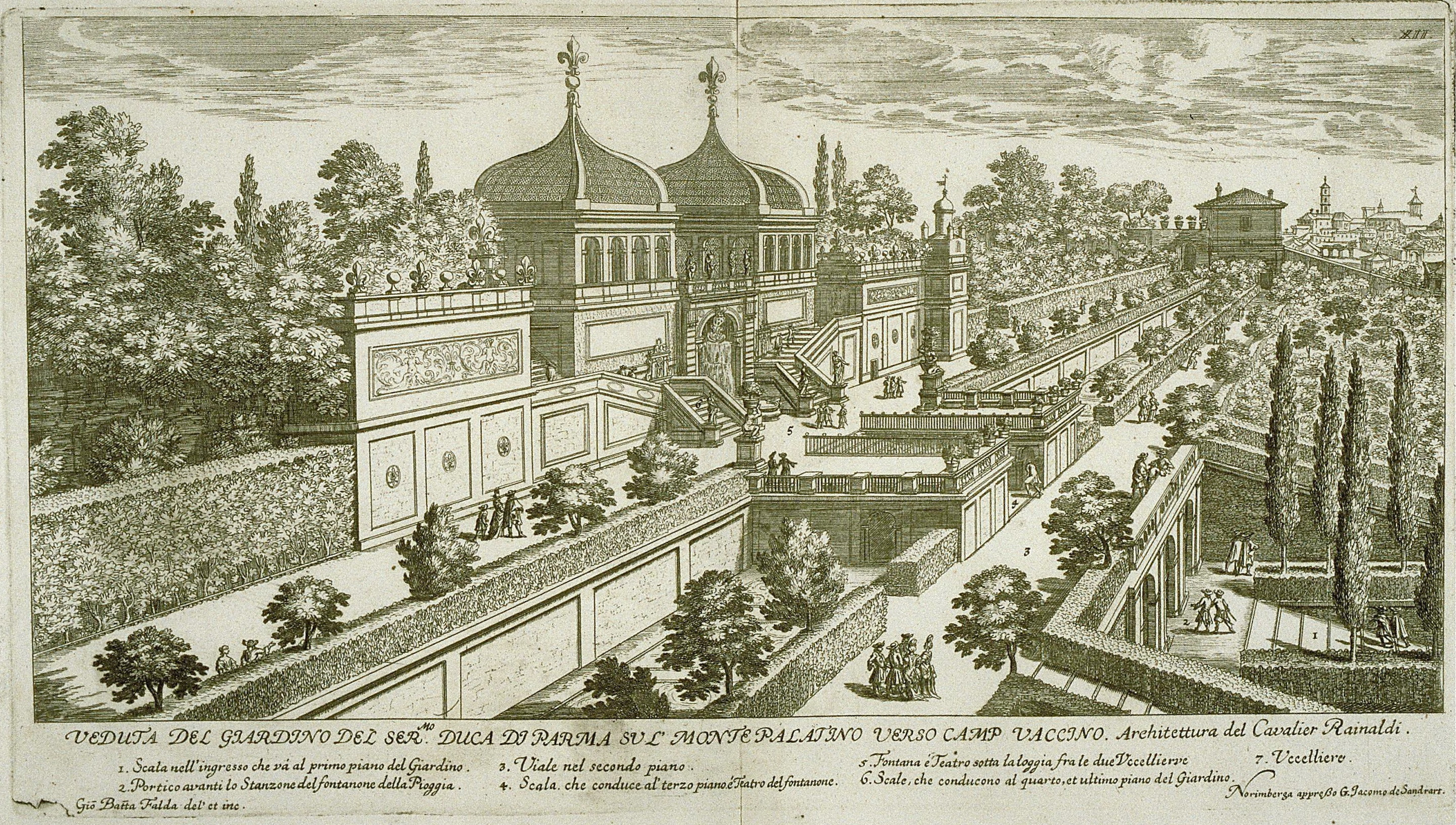
Blick vom Forum Romanum – Stich von G. B. Falda, ca. 1683
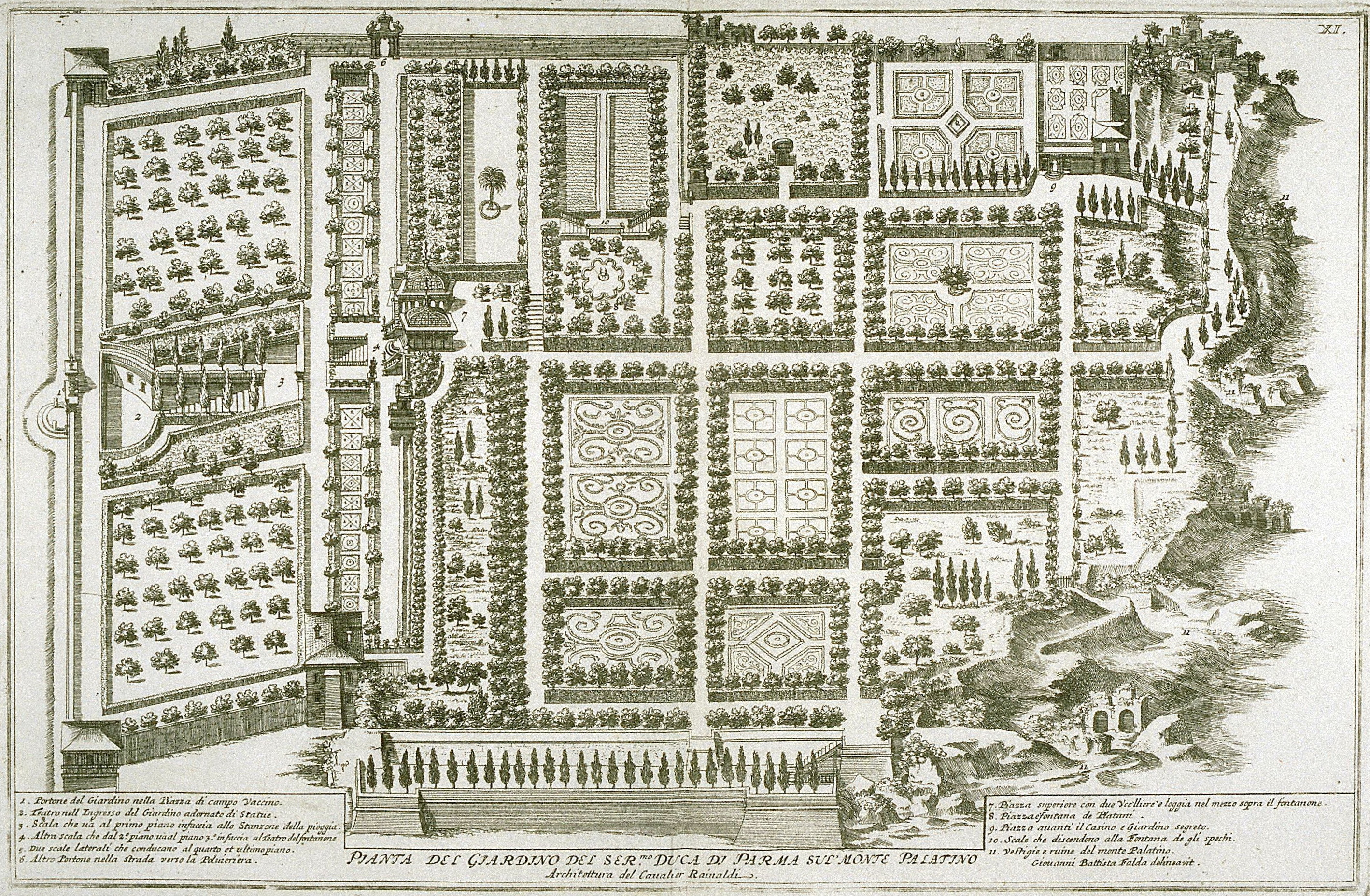
Die Farnesischen Gärten aus der Vogelperspektive – Stich von G. B. Falda, ca. 1683

Der Stich von Giovanni Battista Falda von ca. 1683 zeigt eine Ansicht des außergewöhnlichen Zugangsbereiches der Anlage. Vom Forum aus sollte ein Gesamtbild des aufwendigen architektonischen Aufbaues gewährt werden. Die Terrassen schließen sich von hier aus wie zu einer einzigen Palastfassade zusammen, der die beiden Vogelhäuser als turmartige Bekrönung dienen. Vom Forum Romanum betrat man die Anlage durch das monumentale, doppelstöckige Eingangsportal in eine, mit Statuen und Grotten geschmückte, halbrunde Exedra. In der Mitte war diese durch eine breite, flach ansteigende Treppe durchbrochen; sie führte zu einem großen Regen-Nymphäum. In immer reicheren Motiven steigen nun die mit Balustraden begrenzten Terrassen empor, mit Blumenbeeten und immergrünen Hecken geschmückt. Eine weitere Treppe führte von der zweiten zur dritten Ebene, wo sich eine zweite Exedra und ein großer Brunnen (Fontanone) befanden. An der Mauer der höchsten Terrasse führen zwei Rampentreppen empor zu der Ebene des Gartenterrains. Dort war ursprünglich ein kleiner Palast für den Kardinal errichtet worden. Dieser wurde aber später wieder abgerissen und an dessen Stelle zwei, mit pagodenförmigen Dächern gedeckte Volieren, die mit einer Loggia verbunden waren, errichtet. Ein zweites Eingangsportal befand sich an der Seite zum Konstantinsbogen (zur Straße zum Pulvermagazin). Den Garten selbst bildete ein regelmäßiges Netz von Parkwegen und Rabatten mit blumengeschmückten Parterren und weiteren Brunnen. Auf der Seite zum Circus Maximus lag der Privat-Garten (giardino segreto), beherrscht vom Gartenhaus (casino del belvedere), dessen Reste noch an der Seite des Antiquariums des Palatin zu sehen sind. Der Hauptreiz des großen, ebenen Gartens lag von jeher in den ringsum sichtbaren Ruinen des Palatins und im Blick hinunter auf die aus grüner Vegetation herausragenden Trümmer des Forums. Von dieser Seite wirken die Vogelhäuser wie kleine Pavillons. Der Garten entbehrte jeglichen Wohnhauses, er war einzig und allein ein Lustwandelplatz; nur das kleine Casino in der südlichen Ecke bot vorübergehenden Schutz.

## Ausgrabungen am Palatin

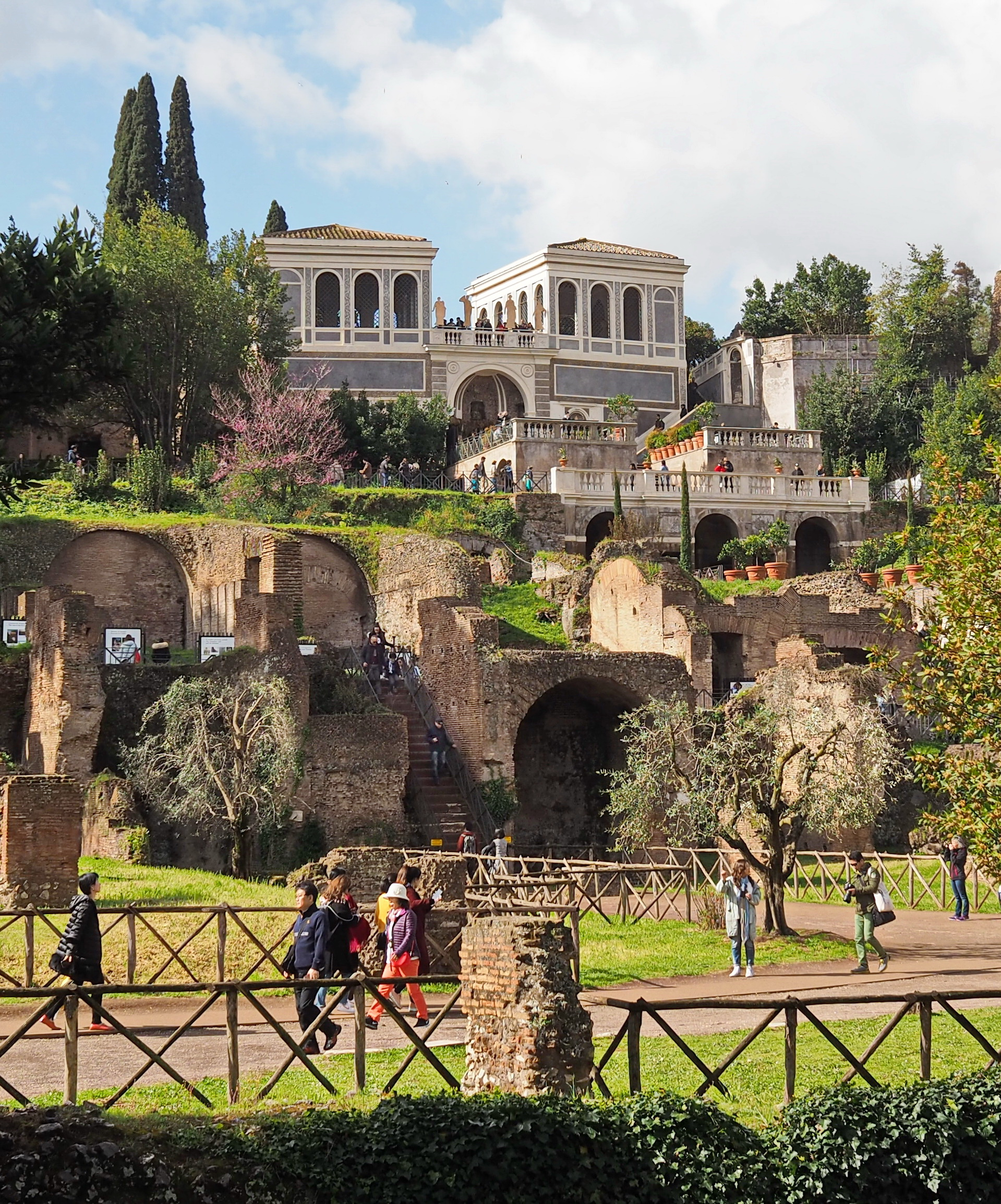
Palatin – Terrassen der Farnesischen Gärten

Um 1820 wurde mit archäologischen Ausgrabungen auf dem Palatin begonnen und damit die weitere Zerstörung der Gartenanlage eingeleitet. 1861 erwarb Napoleon III., der Neffe von Napoleon I. und ebenso an Kunst und Archäologie interessiert wie dieser, die Villa und lässt systematisch durch Pietro Rosa graben, der einen großen Säulenhof mit einigen anschließenden Räumen entdeckte. Nach Abzug der französischen Truppen aus Rom 1870 geht das Gelände auf das Königreich Italien über.
Giacomo Boni, der zu Beginn des 20. Jhd. leitende Archäologe am Forum Romanum und dem Palatin war, gelang es 1914 aufgrund des Stiches von Falda das Nymphäum auszugraben. In dem verbliebenen kleinen Teil des heutigen Gartens legte er einen Garten mit Rosen und Zitrusgewächsen im Stil eines Barockgartens an. Er wohnte in einem Haus am Palatin und wurde von Benito Mussolini bei seinen Arbeiten gefördert. Sein Grab befindet sich inmitten des Gartens. In den 80er Jahren des 20. Jahrhunderts wurden die Ausgrabungen unter den Farnesischen Gärten fortgesetzt.
Was von der einst prächtigen Gartenanlage bis heute erhalten ist, sind lediglich einige Brunnen und Teiche, die Zugangs-Rampe, der Kryptoportikus und die beiden jüngst renovierten Voliere-Pavillons. Das doppelstöckige Eingangsportal zum Campo Vaccino wurde 1883 abgerissen und 1957 als Haupteingang zum Palatin in der Via San Gregorio (Abb.) wieder aufgebaut.